# Stefano Ianni
Stefano Ianni (nacido el 31 de enero de 1981) es un tenista profesional italiano.

## Carrera
Participa principalmente en el circuito ATP Challenger Series.El 11 de junio de 2007, alcanzó su ranking en individuales más alto al lograr el puesto n.º 300, y el 6 de mayo de 2013 lo hizo en dobles logrando el puesto n.º 118.
Ha logrado hasta el momento 5 títulos de la categoría ATP Challenger Tour en la modalidad de dobles, así como también ha obtenido varios títulos Futures tanto en individuales como en dobles.

## Títulos; 5 (0 + 5)
| Leyenda                     | Individuales | Dobles |
| --------------------------- | ------------ | ------ |
| Grand Slam                  | 0            | 0      |
| ATP World Tour Finals       | 0            | 0      |
| ATP World Tour Másters 1000 | 0            | 0      |
| ATP World Tour 500 Series   | 0            | 0      |
| ATP World Tour 250 Series   | 0            | 0      |
| ATP Challenger Series       | 0            | 5      |

### Dobles
| No. | Fecha      | Torneo                      | Superficie    | Pareja          | Rival en la final                   | Resultado        |
| --- | ---------- | --------------------------- | ------------- | --------------- | ----------------------------------- | ---------------- |
| 1.  | 15.10.2011 | Challenger de San Sebastián | Tierra batida | Simone Vagnozzi | Daniel Gimeno-Traver Israel Sevilla | 6–3, 6–4         |
| 2.  | 18.09.2011 | Challenger de Todi          | Tierra batida | Luca Vanni      | Martin Fischer Alessandro Motti     | 6–4, 1–6, [11–9] |
| 3.  | 29.07.2012 | Challenger de Orbetello     | Tierra batida | Dane Propoggia  | Alessio di Mauro Simone Vagnozzi    | 6–3, 6–2         |
| 4.  | 25.08.2012 | Challenger de Segovia       | Dura          | Florin Mergea   | Konstantin Kravchuk Frank Moser     | 6–2, 6–3         |
| 5.  | 04.05.2013 | Challenger de Nápoles       | Tierra batida | Potito Starace  | Alessandro Giannessi Andrey Golubev | 6–1, 6–3         |